# August Hobl
August Hobl (Frankfurt am Main, 13 april 1931) is een Duits motorcoureur die vooral succesvol was in de jaren vijftig.

## Jeugd
August Hobl was de zoon van August Hauptmann en Kreszentia Hobl. Zijn vader was metaalbewerker maar kon moeilijk werk vinden omdat hij nog last had van zijn verwondingen uit de Eerste Wereldoorlog. De familie verhuisde van Kottingwörth in Beilngries naar Ingolstadt in de hoop werk te vinden, maar dat was moeilijk in de crisisjaren. Uiteindelijk vond vader Hauptmann werk bij de firma Adler in Frankfurt. Daar werd August geboren, maar de familie verhuisde al in juli 1931 terug naar Ingolstadt. Van 1937 tot 1945 bezocht August de "Realschule" in Ingolstadt. Toen werd de stad gebombardeerd en ook het huis van de familie Hauptmann-Hobl raakte beschadigd. De familie moest verhuizen naar de grootmoeder van August in Königsmoos. Intussen begon men in Ingolstadt aan de wederopbouw en daar werd op 11 november 1949 de nieuwe Auto-Union fabriek in gebruik genomen. August Hobl wilde graag vliegtuigmonteur worden, maar na de oorlog was er niets over van de Duitse vliegtuigindustrie. Hij werd als leerling aangenomen in een werkplaats in Pobenhausen (Landkreis Neuburg-Schrobenhausen). Bij de firma Schweiger leerde hij alles over metaalbewerken en de reparaties van allerlei apparatuur. Zijn leermeester was tijdens de oorlog gehandicapt geraakt en daarom moest August zijn rijbewijs halen om met een DKW 500 met zijspan bestellingen af te leveren. Na drie jaar bij de firma Schweiger slaagde August in 1949, in hetzelfde jaar dat zijn vader overleed. De stad Ingolstadt zorgde voor een voogd, die hem een baan bij de Auto-Union bezorgde. August ("Gustl") leerde het vak van automonteur en hij ging werken bij de motorfietsproductieafdeling van de Auto-Union in Ingolstadt. In 1950 ging hij bij de testafdeling van de DKW-motorfietsen werken.

## Racecarrière

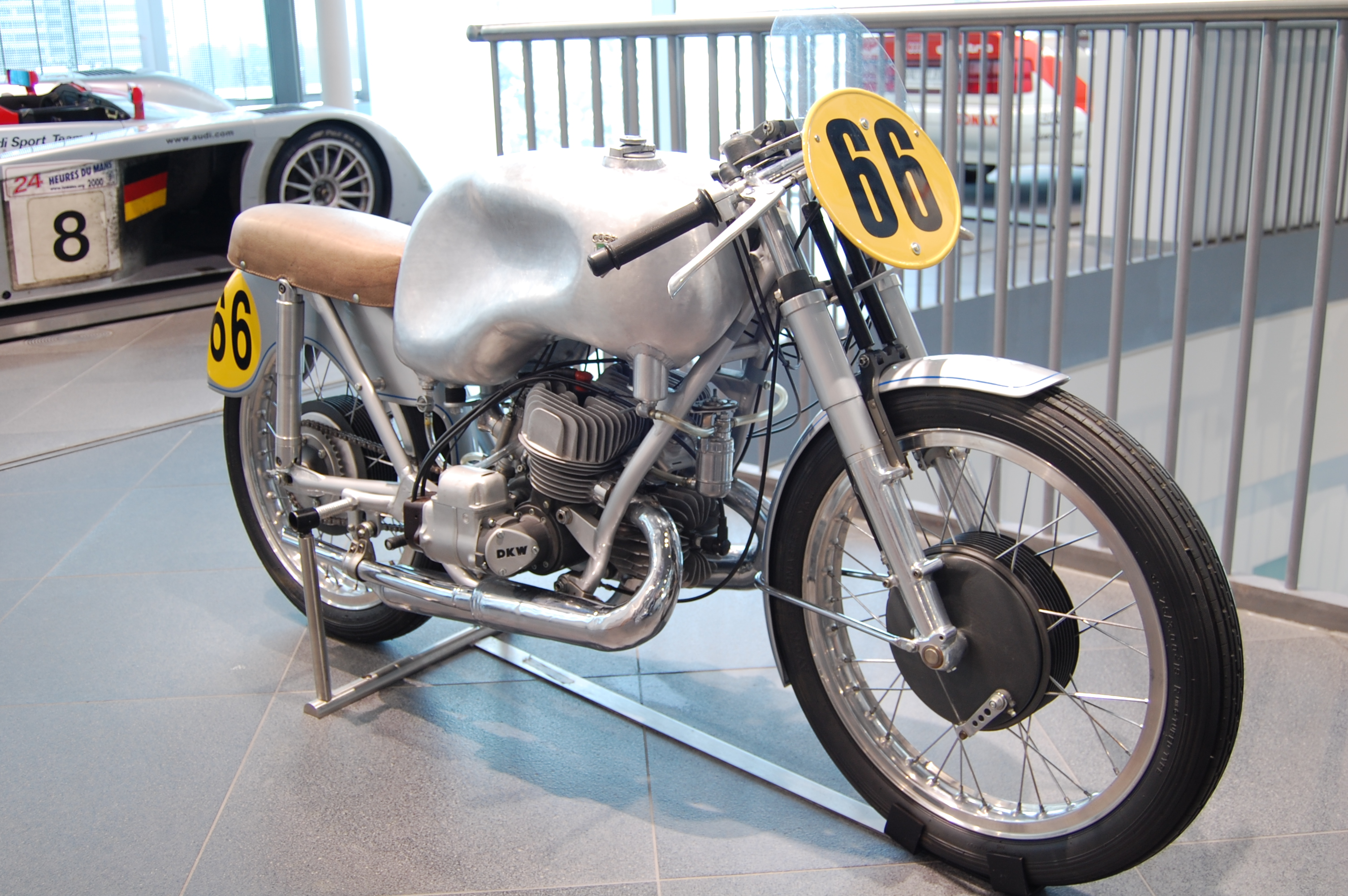
DKW RM 350

In 1951 racete hij voor het eerst met een geleende, gemodificeerde DKW RT 125 tijdens de Donau-Ring Rennen in Ingolstadt. Hij begon zijn racecarrière precies op het goede moment: in 1952 werd het Duitsland weer toegestaan om deel te nemen aan internationale wedstrijden en juist de merken DKW en NSU hadden het juiste materiaal om succesvol te zijn. In dat jaar kreeg Hobl zijn racelicentie. In 1953 startte Hobl als "Nachwuchsfahrer" (nieuweling). Hij was toen al verbonden met het team van DKW, waardoor hij het vak kon leren van ervaren coureurs als Ewald Kluge en Siegfried Wünsche. DKW was aanvankelijk gevestigd in Zschopau, maar na de Tweede Wereldoorlog was de fabriek in de Sovjet-bezettingszone terechtgekomen waardoor het bedrijf naar Hobl's geboorteplaats Ingolstadt was verhuisd. Van 1954 tot 1956 maakte Hobl deel uit van het DKW-team als fabriekscoureur. Hij startte in de 250- en de 350cc klasse. In 1955 werd Hobl Duits 350cc-kampioen, maar hij verscheen bij de races in Hohenstein-Ernstthal met een nieuwe 125cc machine die feitelijk gebaseerd was op zijn 350cc DKW RM 350. Die machine had drie cilinders van 116cc, twee staande en één liggende. Bij metingen was gebleken dat de liggende cilinder iets meer vermogen leverde en daarom werd een 125cc machine met een liggende cilinder gebouwd. Deze tweetaktmotor leverde 17pk. Met deze machine versloeg Hobl op de Sachsenring de favoriete IFA-coureurs. Voor de DDR-raceleider Hubert Schmidt-Gigo had dit nare gevolgen. De Oost-Duitse Motorsportbonzen verwachtten een Oost-Duitse overwinning en door toestemming te geven voor deelname van de DKW had Schmidt-Gigo dit onmogelijk gemaakt. Hij kon ook niet verwachten dat de DKW sneller zou zijn dan de IFA-tweetakten die toen al roterende inlaten hadden. In 1956 reed hij samen met Karl Hofman, Hans Bartl en de Brit Cecil Sandford. Hobl werd Duits kampioen in de 125- en de 350cc klasse. Bovendien werd hij tweede in het 350cc kampioenschap van 1956. Toen DKW zich na 1956 uit de racesport terugtrok beëindigde August Hobl zijn eigen carrière ook.

## Wereldkampioenschap wegrace resultaten
(Races in cursief geven de snelste ronde aan)
| Jaar | Klasse | Team | Motorfiets | 1     | 2     | 3     | 4     | 5     | 6     | 7     | 8     | 9       | Punten | Plaats | Overwinningen | Wereldkampioen                                 |
| ---- | ------ | ---- | ---------- | ----- | ----- | ----- | ----- | ----- | ----- | ----- | ----- | ------- | ------ | ------ | ------------- | ---------------------------------------------- |
| 1953 | 250 cc | DKW  | DKW RM 250 | IOM - | NED 6 |       | DUI 3 |       | ULS - | ZWI - | NAT - | SPA -   | 6      | 8e     | 0             | Werner Haas, NSU Rennmax                       |
| 1953 | 350 cc | DKW  | DKW RM 350 | IOM - | NED - | BEL - | DUI - | FRA - | ULS - | ZWI - | NAT 4 |         | 3      | 11e    | 0             | Fergus Anderson, Moto Guzzi Monocilindrica 350 |
| 1953 | 500 cc | DKW  | DKW RM 350 | IOM - | NED - | BEL - | DUI - | FRA - | ULS - | ZWI - | NAT - | SPA DNF | 0      | -      | 0             | Geoff Duke, Gilera 500 4C                      |
| 1955 | 125 cc | DKW  | DKW RE 125 | SPA - | FRA - | IOM - | DUI - |       | NED - |       | NAT 4 |         | 3      | 9e     | 0             | Carlo Ubbiali, MV Agusta 125 Bialbero          |
| 1955 | 350 cc | DKW  | DKW RM 350 | SPA - |       | IOM - | DUI 2 | BEL 2 | NED 4 | ULS - | NAT 5 |         | 17     | 3e     | 0             | Bill Lomas, Moto Guzzi Monocilindrica 350      |
| 1956 | 125 cc | DKW  | DKW RE 125 | IOM - | NED 3 | BEL - | DUI 5 | ULS - | NAT 8 |       |       |         | 6      | 7e     | 0             | Carlo Ubbiali, MV Agusta 125 Bialbero          |
| 1956 | 350 cc | DKW  | DKW RM 350 | IOM - | NED 3 | BEL 2 | DUI 2 | ULS - | NAT 6 |       |       |         | 17     | 2e     | 0             | Bill Lomas, Moto Guzzi Monocilindrica 350      |